# 提濟拉舍德
36°40′N 4°11′E / 36.667°N 4.183°E

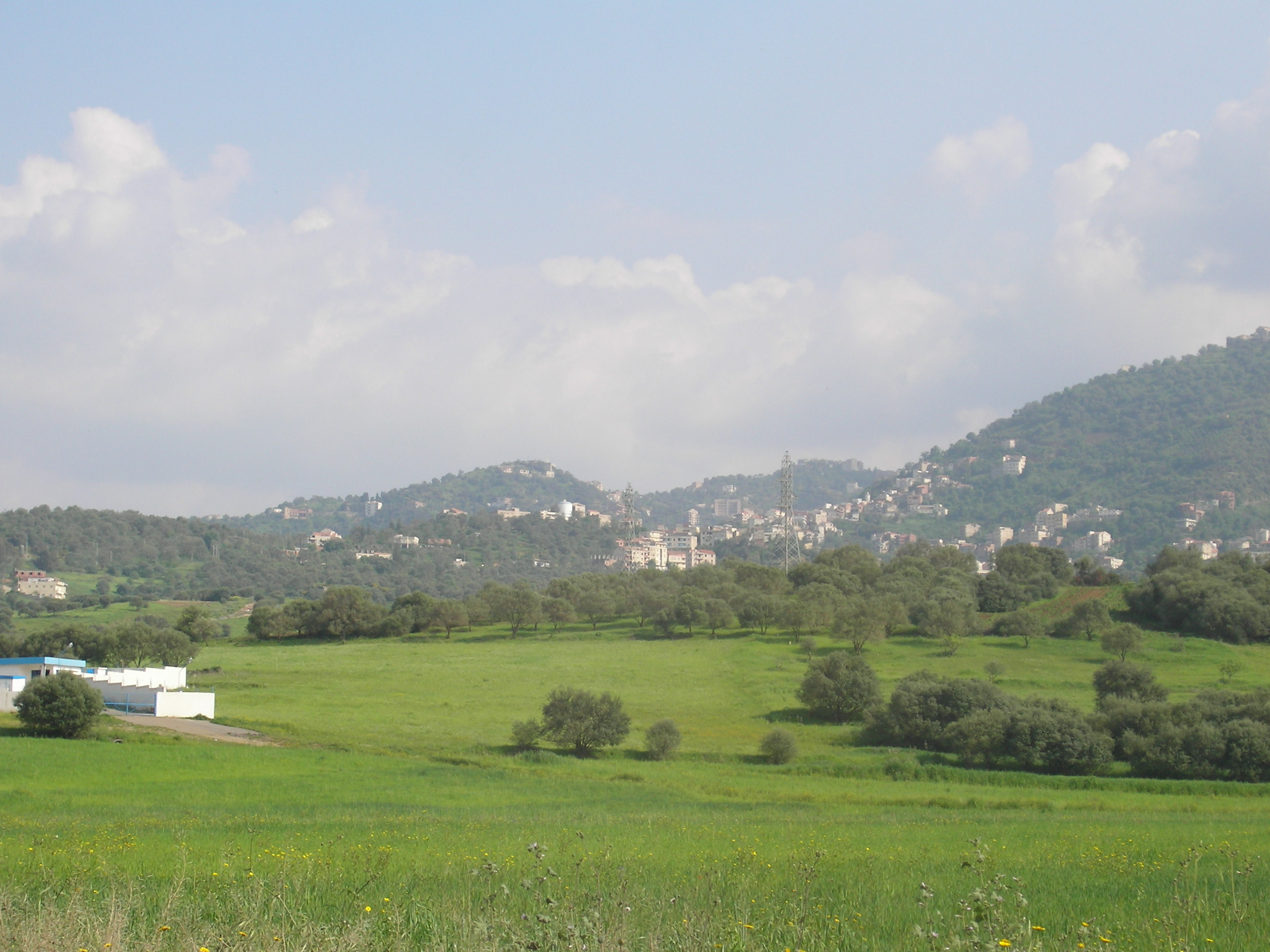
提濟拉舍德的部分風景

提濟拉舍德（阿拉伯语：‎），是阿爾及利亞的城鎮，位於該國北部，由提濟烏祖省負責管轄，是提濟拉舍德區的首府，面積31平方公里，海拔高度405米，2008年人口17,161，人口密度每平方公里553人。